# Эта, Мари-Луизе
Мари-Луизе Эта (нем. Marie-Louise Eta; до 2014 года — Багехорн нем. Bagehorn; 7 июля 1991, Дрезден) — немецкая футболистка, полузащитник; тренер.

## Клубная карьера
Мари-Луизе Багехорн начала свою футбольную карьеру в возрасте шести лет в детской спортивной школе города Дрезден. В одиннадцать лет она присоединилась к местному профессиональному клубу «Фортуна» с которым в своих возрастах выигрывала различные региональные соревнования. С пятого класса Мари-Луизе обучалась в спортивной гимназии.
В январе 2005 года она присоединилась к «Турбине», как подававшая большие надежды футболистка. В связи с этим она перешла в спортивную школу Потсдама. В 2006 и 2008 году она становилась чемпионкой Германии среди молодёжных команд. В сезоне 2008/09 ей удалось попасть в состав основной команды «Турбине». 14 сентября 2008 года во втором туре ей удалось дебютировать в Бундеслиге.
В составе «Турбине» ей удалось выиграть множество соревнований, в числе которых: Лига чемпионов 2010 года, Бундеслиги 2009, 2010 и 2011 годов, кубок Германии 2009 и 2010 годов.
1 июля 2011 года она перешла в «Гамбург», с которым заключила двухлетний контракт. Однако, после вылета клуба из Бундеслиги Мари-Луизе перебралась в «Клоппенбург», за который дебютировала 8 сентября 2013 года в первом туре против «Эссена», закончившегося со счётом 3:3. Её новый клуб также покинул Бундеслигу по итогам сезона, и Мари-Луизе перешла во вторую Бундеслигу в бременский «Вердер».

## Карьера в сборной
В сентябре и ноябре 2005 года Багехорн участвовала в просмотре игроков для женских сборных Германии, после которых стала частью немецких команд до 15 и до 17 лет. Вместе с этой командой она выиграла — чемпионат Европы (до 17 лет) 2008 года, проходившем в Швейцарии. Она играла, сосредоточившись на обороне, но также участвовала в развитии атак, и была выбрана в символическую сборную турнира.
Также, благодаря выбору Ральфа Петера, она попала в команду на юношеский чемпионат мира 2008 года. 16 ноября 2008 года она вместе со сборной обыграла Англию и завоевала бронзовые медали первенства, проходившего в Новой Зеландии.
Позже она привлекалась и в молодёжную сборную Германии и выиграла домашний чемпионат мира (до 20 лет).

## Тренерская карьера
По окончании карьеры возглавляла женские юношеские и молодёжные сборные Германии. В 2023 году стала тренером молодёжной системы клуба «Унион» (Берлин). В ноябре 2023 года стала ассистентом нового главного тренера «Униона» Марко Гроте.
29 ноября 2023 года Мари‑Луиза Эта стала первой женщиной в истории футбола, вошедшей в тренерский штаб германского клуба «Унион» в матче мужской Лиги чемпионов.

## Личная информация
Мари-Луизе летом 2014 года вышла замуж за нигерийского футболиста и тренера Бенджамина Эта. С 2012 года он является также её агентом.